# Джон Гріффіт (інженер)
Джон Гріффіт (англ. John Griffith, ірл. John Uí Ghríofa; 5 жовтня 1848 — 21 жовтня 1938) — ірландський інженер та політик валлійського походження.

## Біографія
Джон Гріффіт народився 5 жовтня 1848 року в Голігеді, Уельс. 
Гріффіт здобув освіту в Триніті Коледжі в Дубліні, і отримав ліцензію на цивільне будівництво в 1868 році. Він проходив дворічне навчання під керівництвом доктора Біндона Блада Стоуні, інженера, начальника Дублінського порту, а потім працював помічником окружного геодезиста графства Антрім. 
Він повернувся до Дубліна в 1871 році і працював помічником доктора Стоуні, ставши головним інженером у 1898 році, перш ніж піти у відставку в 1913 році. 
Він був президентом Інституту цивільних інженерів в Ірландії з 1887 по 1889 та Інституту цивільних інженерів Великої Британії з 1919 по 1920 рік. 
У 1913 році він був обраний комісаром з ірландських вогнів і був членом Королівської комісії по каналах і водних шляхах з 1906 по 1911 рік.
Гріффіт купив і осушив болото в Поллах, частина Болота Аллена, була побудована торф'янична електростанція, яка приводила в рух екскаватор, а надлишки торфу були взяті на продаж Великим каналом в Дубліні. 
Ділянка була продана Раді з освоєння торфу — Bord na Móna в 1936 році, який використовував в якості основи для всіх своїх пізніших торф'яних електростанцій, територія тепер є природним заповідником.
Гріффіт отримав лицарське звання в 1911 році і став віце-президентом — Королівського Дублінського товариства в 1922 році. 
З 1922 року він був обраний членом Сенату Ірландії до його скасування в 1936 році.
Помер в Дубліні 21 жовтня 1938 року.